# Noureddine El Karoui
Noureddine El Karoui é um matemático britânico, professor da Universidade da Califórnia em Berkeley.
Foi palestrante convidado do Congresso Internacional de Matemáticos no Rio de Janeiro (2018: Random matrices and high-dimensional stats: Beyond covariance matrices).